# Stor-Fännsjön
Stor-Fännsjön är en sjö i Heby kommun i Uppland och ingår i Norrströms huvudavrinningsområde. Sjön har en area på 0,124 kvadratkilometer och ligger 91 meter över havet.

## Delavrinningsområde
Stor-Fännsjön ingår i det delavrinningsområde (665372-157842) som SMHI kallar för Ovan Bydelsbäcken. Medelhöjden är 72 meter över havet och ytan är 58,88 kvadratkilometer. Det finns ett avrinningsområde uppströms, och räknas det in blir den ackumulerade arean 80,4 kvadratkilometer. Jumkilsån som avvattnar avrinningsområdet har biflödesordning 3, vilket innebär att vattnet flödar genom totalt 3 vattendrag innan det når havet efter 113 kilometer. Avrinningsområdet består mestadels av skog (83 procent). Avrinningsområdet har 0,44 kvadratkilometer vattenytor vilket ger det en sjöprocent på 0,7 procent.